# Андреј Базилевски
Др Андреј Борисович Базилевски (рус. Андрей Борисович Базилевский; Калуга, 24. јун 1957 — Москва, 4. мај 2019) био је руски књижевник, члан Удружења Адлигат и један од најзначајнијих преводилаца са српског на руски језик.
Био је доктор филолошких наука, сарадник Института за светску књижевност „Максим Горки” Руске академије наука, састављач и преводилац три капитална дела: највеће на свету антологије спрке поезије са више од три хиљаде страна, тротомне „Антологије српског песништва XX века”, од Лазе Костића до наших дана, двојезичне антологије „Српски песници XX века” и изузетно обимног антологијског избора српског песништва деци и о деци „Књига радости”. Базилевски је био један од најпосвећенијих и намарљивијих преводилаца српске поезије, сам је превео више од пет хиљада српских песама на руски језик. Чак се и са опаком болешћу, у метастази, борио даноноћно преводећи и припремајући прилоге за "Српско-руски круг”.
Био је уредник „Словенске библиотеке” и „Српско-руске поетске библиотеке” московске издавачке куће „Вахазар”, те алманаха „Српско–руски круг” који излази од 2010. године. Аутор је књига стихова „Тачка” (1980), „Како оно беше” (1985), „Господине Хаос” (2000), „На крају зиме” (2008), „Једном и заувек” (2009), „Нестварно време” и других, „Једном и заувек” и „Нестварно време”.
Удружењу Адлигат, где је био чест гост, Базилевски је поклонио библиотеку својих родитеља, која још увек није пренета из Москве.
Крајем 2008. године додељена му је књижевна наградо „Филип Вишњић”. Награда му је у Удружењу књижевника Србије додељена за његов огромни труд на приређивању тротомне антологије српске поезије која се појавила у Русији.